# Большая Уса (приток Пизи)
Большая Уса (в верховье Верхняя Уса) — река в России, протекает в Пермском крае. Устье реки находится в 86 км по левому берегу реки Пизь. Длина реки — 60 км, площадь водосборного бассейна — 711 км²

## Притоки
- 5,8 км: Кальта (лв)
- 12 км: Альняш (пр)
- 36 км: Малая Уса (пр)
- 42 км: Доёнка (лв)

## Данные водного реестра
По данным государственного водного реестра России относится к Камскому бассейновому округу, водохозяйственный участок реки — Кама от Воткинского гидроузла до Нижнекамского гидроузла, без рек Буй (от истока до Кармановского гидроузла), Иж, Ик и Белая, речной подбассейн реки — бассейны притоков Камы до впадения Белой. Речной бассейн реки — Кама.